# Janusz Bielański
Janusz Bielański (ur. 25 marca 1939 w Różance, zm. 3 listopada 2018 w Krakowie) – polski ksiądz, infułat, kanonik gremialny Krakowskiej Kapituły Katedralnej.

## Życiorys
Po ukończeniu Arcybiskupiego Seminarium Duchownego w Krakowie, 23 czerwca 1963 w katedrze na Wawelu otrzymał święcenia kapłańskie z rąk biskupa Karola Wojtyły. W latach 1983–2007 był proboszczem parafii katedralnej na Wawelu i pełniąc tę funkcję w 1985 roku odniósł się źle do delegacji głodujących, pragnących uczcić marszałka Józefa Piłsudskiego. To jego zachowanie zostało opisane w Komunikacie Specjalnym nr 20 przez małopolską „Solidarność” oraz odnotowane w meldunku służby bezpieczeństwa. Do godności infułata (protonotariusz apostolski supra numerum) został wyniesiony w 2000 przez papieża Jana Pawła II. W 2003 został odznaczony Medalem Polonia Mater Nostra Est.
Ze stanowiska proboszcza zrezygnował 2 stycznia 2007, ze względu na powtarzające się zarzuty o jego współpracy z Służbą Bezpieczeństwa Ministerstwa Spraw Wewnętrznych. Jednocześnie zdecydowanie zaprzeczył tym przypuszczeniom. W czasie kontaktów ze służbą bezpieczeństwa jako tajny współpracownik używał pseudonimu „Waga”.
Pełnił posługę jako duszpasterz leśników i jeden z duszpasterzy pracowników nauki archidiecezji krakowskiej. Zmarł 3 listopada 2018 w Krakowie. Został pochowany na cmentarzu na Salwatorze (sektor X-3-8).

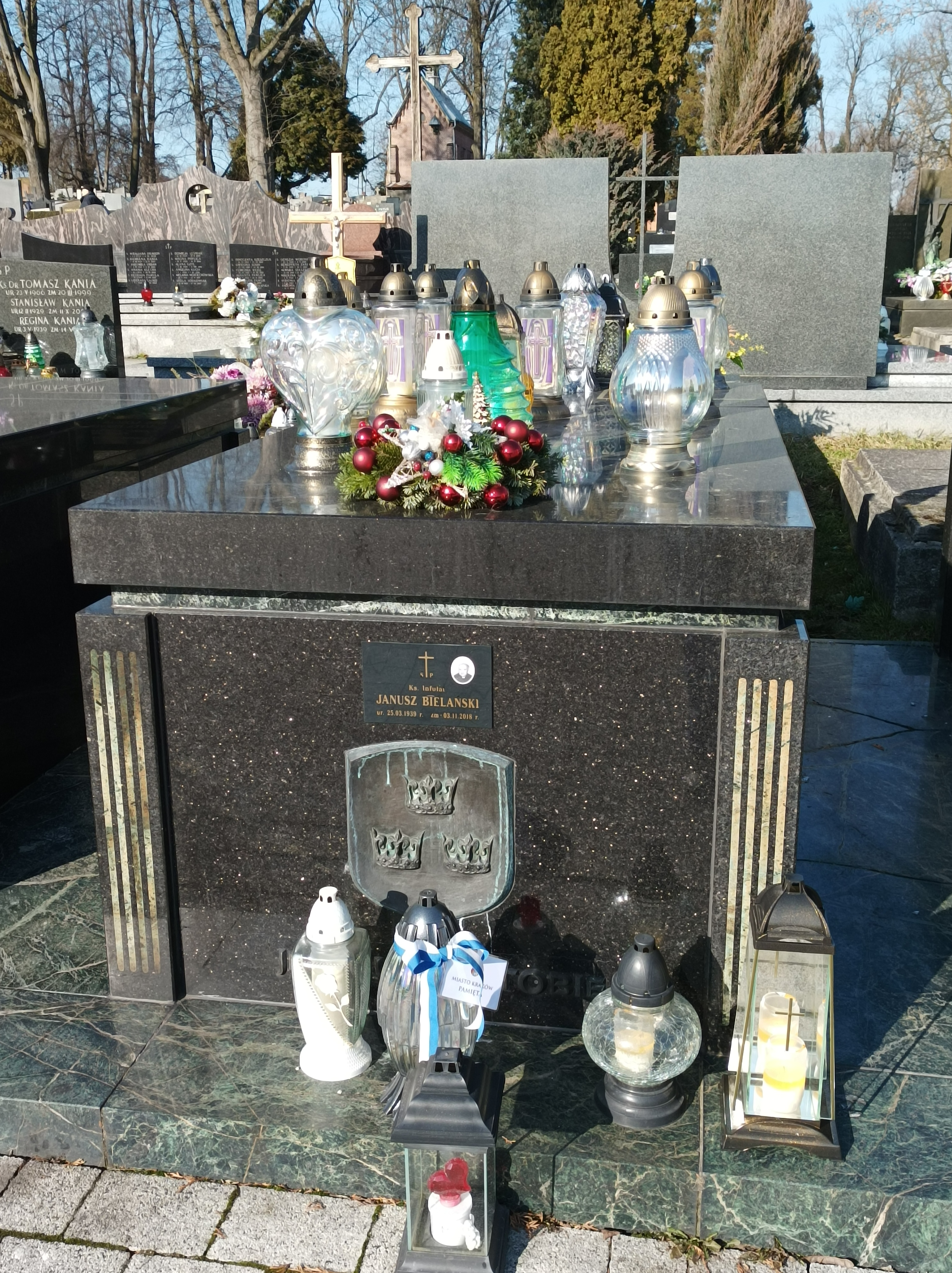
Grób ks. Janusza Bielańskiego na Cmentarzu Salwatorskim